# Sindicat Agrícola d'Arenys de Mar
El Sindicat Agrícola d'Arenys de Mar és una obra d'Arenys de Mar (Maresme) protegida com a bé cultural d'interès local.

## Descripció
Edifici de dues plantes, de composició simètrica. A la façana de la planta baixa hi trobem pedra i als pisos arrebossat i, a sobre, pintura. A la planta baixa hi ha tres portes de llindes arquejades, essent la central més ampla per donar entrada al magatzem. Hi ha tres finestres al pis. A l'interior hi ha una sala d'actes al primer pis que actualment es comparteix amb l'ambulatori.